# Arbuckle (Californie)
Pour les articles homonymes, voir Arbuckle.
Arbuckle est une census-designated place du comté de Colusa, dans l'État de Californie, aux États-Unis,. En 2020, elle compte une population de 3 484 habitants.